# Domaszowice (województwo opolskie)
Domaszowice (niem. Noldau) – wieś w Polsce położona w województwie opolskim, w powiecie namysłowskim, w gminie Domaszowice.
W latach 1954–1972 wieś należała i była siedzibą władz gromady Domaszowice. W latach 1975–1998 miejscowość administracyjnie należała do ówczesnego województwa opolskiego.
Stacja kolejowa w Domaszowicach została wybudowana w 1868 r. Są tam 2 perony i 3 tory. Poprzednie nazwy: Noldau, Domasławice. Do Domaszowic należy też przysiółek Zalesie.
Miejscowość jest siedzibą gminy Domaszowice.

## Nazwa
Miejscowość ma metrykę średniowieczną. Notowana jest w różnych formach w historycznych dokumentach od połowy XIV wieku: Thomaschowicz (1344), Noldin (1374), Domasdorf (1385), villa Damascowitz sive Nolde (1651/52), Damaschowic sive Nolde (1666/67), Noldau P. Domazsowitz (1736), Nolden, Nolda (1743), Noldau (1743), Noldau, Domaslawice, auch Domasowice (1845). Pierwotnie miejscowość nosiła nazwę Tomaszowice lub Domaszowice od nazwy osobowej Tomasz lub Domasz z dodaniem sufiksu -owice.
W alfabetycznym spisie miejscowości na terenie Śląska wydanym w 1830 roku we Wrocławiu przez Johanna Knie wieś występuje pod polską nazwą Domasowice oraz niemiecką - Noldau.

## Części wsi
| SIMC    | Nazwa   | Rodzaj     |
| ------- | ------- | ---------- |
| 0493528 | Zalesie | przysiółek |